# Queensland Darts Masters
De Queensland Darts Masters was een darttoernooi van de PDC dat plaatsvond in Australië. In 2022 maakte het deel uit van de World Series of Darts, nadat het in 2020 en 2021 geen doorgang vond. De eerste editie werd gewonnen door Michael van Gerwen. 

## Finales
| Jaar | Winnaar                    | Legs          | Runner-up            | Prijzengeld   | Prijzengeld   | Prijzengeld   | Plaats        | Bron          |
| Jaar | Winnaar                    | Legs          | Runner-up            | Winnaar       | Runner-up     | Totaal        | Plaats        | Bron          |
| ---- | -------------------------- | ------------- | -------------------- | ------------- | ------------- | ------------- | ------------- | ------------- |
| 2022 | Michael van Gerwen (99.87) | 8 – 5         | Gerwyn Price (89.17) | £20.000       | £10.000       | £60.000       | Townsville    | [ 3 ]         |
| 2023 | Niet gehouden              | Niet gehouden | Niet gehouden        | Niet gehouden | Niet gehouden | Niet gehouden | Niet gehouden | Niet gehouden |
| 2024 | Niet gehouden              | Niet gehouden | Niet gehouden        | Niet gehouden | Niet gehouden | Niet gehouden | Niet gehouden | Niet gehouden |
| 2025 | Niet gehouden              | Niet gehouden | Niet gehouden        | Niet gehouden | Niet gehouden | Niet gehouden | Niet gehouden | Niet gehouden |

2022 · 2023